# 呪われた者たち
『呪われた者たち』（のろわれたものたち、The Damned）は1963年のイギリスのSF映画。監督はジョゼフ・ロージー、出演はマクドナルド・ケリーとシャーリー・アン・フィールドなど。原作はH・L・ローレンスのSF小説『The Children of Light』。アメリカ合衆国での公開時のタイトルは『These Are the Damned』。
赤狩りを逃れてイギリスに亡命したジョゼフ・ロージー監督が、ホラー映画で知られるハマー・フィルム・プロダクションで手がけたSF仕立ての異色の問題作で、製作当時は理解を得られなかったため、本国イギリスで公開されたのは、映画が実際に作られた2年後の1963年となった。
日本では劇場未公開だが、WOWOWで放送された。また、2013年3月現在、日本ではビデオ化もDVD化もされていない。
アメリカ合衆国の作家ジョン・D・マクドナルドの1952年の小説『呪われた者たち』（原題：The Damned）とは無関係である。

## ストーリー
アメリカから観光でやって来たサイモンは、街の不良グループのリーダー・キングの妹ジョーンと親しくなる。しかし、ジョーンを異常なまでに束縛するキングの怒りを買い、キングとその仲間に追われることとなる。追いつめられたサイモンとジョーンは崖から海に落ちるが、崖の洞窟内にある謎めいた施設で暮らす9人の子供たちが2人を救い出して、施設の中にかくまう。ところが、子供たちの肌が氷のように冷たいことに2人は驚く。しばらくして、2人を追って来たキングも海に落ち、同じように救い出されて施設内にやって来る。
子供たちが生まれたときから施設内に閉じ込められていることを知ったサイモンとジョーンは、子供たちを救い出そうとするが、子供たちの身体が「放射能」を持っていることを知る。実は、子供たちは放射線を浴びた母体から生まれ、生まれつき放射能を持っており、これに注目した政府が、核戦争後の世界でも生き延びられる新しい人類として、「その時」に備え、洞窟の中で外界から隔離した状態で英才教育を受けさせて育てていたのである。
サイモンらは子供たちを施設の外に逃がすが、すぐに捕まる。子供たちと直に接し、強い放射線を浴び続けたサイモン、ジョーン、キングの3人はじきに死ぬことになるが、事態の発覚を防ぐため、3人は抹殺されることになる。結果、キングは施設の軍人らに追いつめられて車ごと橋から落ちて死に、サイモンとジョーンは船で沖に出たところで船ごと爆破されることになる。
一方、施設の責任者バーナードは、一連の騒動を目撃してしまった古くからの「友人」である芸術家フレイアに事情を説明し、協力を求めるが、フレイアは自分が抹殺されることを覚悟した上で拒否、最期の瞬間まで自分の作品を作り続けることを選ぶ。バーナードはフレイアを射殺する。
岬には子供たちの助けを求める叫び声だけが空しく響く。

## キャスト
- サイモン・ウェルズ: マクドナルド・ケリー（英語版） - アメリカ人観光客。離婚歴のある中年男。
- ジョーン: シャーリー・アン・フィールド（英語版） - サイモンに近づいた若い女。
- フレイア・ニールソン: ヴィヴェカ・リンドフォース - 岬の家で暮らす芸術家。
- バーナード: アレクサンダー・ノックス - 岬の秘密施設の責任者。フレイアと「親しい関係」にある。
- キング: オリヴァー・リード - ジョーンの兄。街の不良グループのリーダー。
- ホランド少佐: ウォルター・ゴテル - バーナードの部下。
- グレゴリー大尉: ジェームズ・ヴィリアーズ（英語版） - バーナードの部下。
- リチャード: ニコラス・クレイ

## トリビア
監督の意志に反してハマーが96分から87分にカットして公開、1965年にアメリカ合衆国で公開される際には更に10分削られた。

## 作品の評価
Rotten Tomatoesによれば、8件の評論のうち高評価は88%にあたる7件で、平均点は10点満点中7.4点となっている。
Metacriticによれば、6件の評論のうち、高評価は5件、賛否混在は1件、低評価はなく、平均点は100点満点中72点となっている。